# Бассевиц-Бер, Георг-Хеннинг фон
Георг-Хеннинг фон Бассевиц-Бер (нем. Georg-Henning von Bassewitz-Behr; 21 марта 1900, Лютцов, Мекленбург-Шверин, Германская империя — 31 января 1949, Магадан, СССР) — группенфюрер СС, генерал-лейтенант полиции, руководитель СС и полиции в Днепропетровске.

## Биография
Георг-Хеннинг фон Бассевиц-Бер родился 21 марта 1900 года в семье графа Адольфа фон Бассевиц-Бера и его супруги Доротеи Крелль. В возрасте 15 лет лишился отца. Окончил школу в 1918 году. Участвовал в Первой мировой войне, а после её окончания заправлял семейным хозяйством в Мекленбурге. В 1919—1920 годах изучал сельское хозяйство в университете Ростока. Какое-то время проживал в немецкой колонии на юго-западе Африки, где занимался фермерством, но позже вернулся в Германию.
1 февраля 1931 года вступил в НСДАП (билет № 458315). В 1931 году был зачислен в ряды СС и стал членом Национал-социалистического механизированного корпуса. С 1938 года состоял в главном управлении СС в качестве инспектора по боевым автомобилям.
С июля 1941 года был квартирмейстером командного штаба рейхсфюрера СС. Впоследствии стал руководителем отдела по сельскому хозяйству в штабе Высшего руководителя СС и полиции на Украине Ганса Адольфа Прютцмана. С середины ноября 1941 по август 1942 года был руководителем СС и полиции в Днепропетровске. На этой должности отвечал за уничтожение тысяч советских граждан, партизан и евреев. Руководил карательными операциями в городе Кривой Рог, где по его приказу в феврале 1942 года расстреляно 2000 человек. С 22 ноября 1942 по 24 марта 1943 года был заместителем Высшего руководителя СС и полиции «Россия-Центр». С 16 февраля 1943 по 8 мая 1945 года был высшим руководителем СС и полиции в X-ом военном округе. На этом посту отвечал за репрессии против иностранных рабочих. В конце войны был одним из ответственных за эвакуацию концентрационного лагеря Нойенгамме. По его приказу был казнён 71 заключённый тюрьмы Фульсбюттель.

### После войны
В сентябре 1945 года был арестован и предстал перед британским военным трибуналом. В итоге в августе 1947 года он был оправдан, но 16 сентября 1947 года передан советским властям, где вновь предстал перед судом. Советский военный трибунал приговорил его к 25 годам трудовых лагерей за убийство 45 000 советских граждан. Умер в лагере в январе 1949 года.